# We Made It (canción)
«We Made It » es una canción del cantante británico Louis Tomlinson. Se lanzó el 24 de octubre de 2019, a través de Syco Music y Arista Records como el tercer sencillo de su primer álbum de estudio Walls.

## Antecedentes
Tomlinson escribió la canción en 2017, y la anunció en febrero de 2018. Si bien hay partes de la canción que preocupan a Tomlinson "luchando [para] encontrar [su] lugar" .

## Recepción crítica
Claire Shaffer de Rolling Stone describió la canción como "Britpop -tinged", con letras que muestran "Tomlinson reflexionando sobre una relación difícil, [y] expresando orgullo por cómo han superado las dificultades". Escribiendo para MTV, Patrick Hosken dijo que Tomlinson canta "algunas de sus letras más personales hasta ahora". Lilly Pace de Billboard llamó al sencillo de Tomlinson "una carta de amor combinada a su novia y de agradecimiento a los fanáticos" y describió su actuación en The Late Late Show con James Corden como "angelical".

## Presentaciones en vivo
Tomlinson interpretó la canción por primera vez en The Late Late Show with James Corden el 28 de octubre de 2019. El 15 de noviembre de 2019 interpretó la canción en BBC Children in Need.

## Vídeo musical
Tomlinson filmó el video musical para el sencillo con el director Charlie Lightening en un paseo marítimo. Se estrenó el 24 de octubre junto con la canción, y presenta a Tomlinson cantando mientras una pareja "supera un obstáculo" en su relación. Tomlinson lo llamó un video "más cinematográfico" que el de su sencillo anterior «Kill My Mind».

## Posicionamiento en listas
| Listas (2019-2020)                 | Mejor posición |
| ---------------------------------- | -------------- |
| Estados Unidos (Mainstream Top 40) | 32             |

## Historial de lanzamiento
| País           | Fecha                  | Formato                     | Discográfica       | Ref    |
| -------------- | ---------------------- | --------------------------- | ------------------ | ------ |
| Varios         | 24 de octubre de 2019  | Descarga digital, Streaming | Syco Music, Arista | [ 2 ]  |
| Estados Unidos | 4 de noviembre de 2019 | Contemporary hit radio      | Syco Music, Arista | [ 11 ] |
| Estados Unidos | 5 de noviembre de 2019 | Top 40 radio                | Syco Music, Arista | [ 12 ] |